# Vierundzwanzig

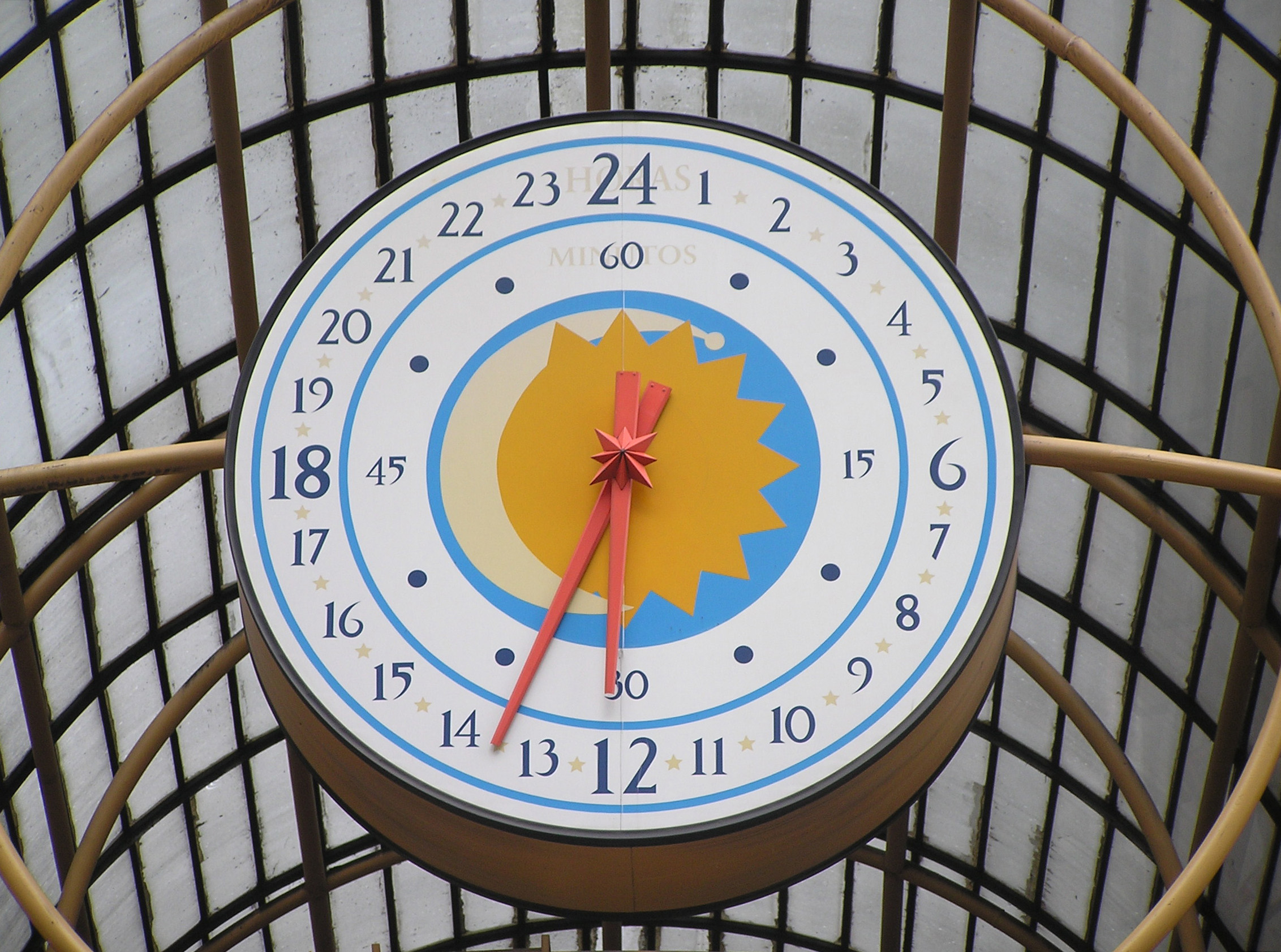
Analoge Uhr mit 24stündigem Zifferblatt

Die Vierundzwanzig (24) ist die natürliche Zahl zwischen Dreiundzwanzig und Fünfundzwanzig. Sie ist gerade.

## Mathematisches
Die Zahl ist das Doppelte der Zwölf, der Grundzahl des Duodezimalsystems. 
Mathematisch ist die Zahl, wie die Zwölf, vor allem aufgrund ihrer im Vergleich zu ihrer Größe vielen Teiler interessant:
- Ein klassisches Beispiel hierfür ist die Einteilung des Tages in vierundzwanzig Stunden, die auf die Babylonier zurückgeht. Diese hatten Tag und Nacht in jeweils zwölf gleich lange Zeiteinheiten eingeteilt, was insgesamt 24 Stunden ergibt. Die Vierundzwanziger-Teilung ist als Winkelmaß auch im astronomischen Stundenwinkel in Gebrauch.
- Sie tritt beispielsweise als viertes Glied in der Folge der Fakultäten auf und ist dadurch auch die Ordnung der Drehgruppe S4 des Würfels und des Oktaeders.
- Sie ist die vierdimensionale Kusszahl.
- Sie ist eine hochzusammengesetzte Zahl

## Sprachen, Kultur und Gesellschaft
- Sie ist die Zahl der Runen im älteren Futhark, das entsprechend der Summenformel auf den Wert 300 abzielt.
- Im chinesischen Kalender ist der Verlauf der Sonne innerhalb eines tropischen Jahres in 24 Stationen unterteilt.
- Das griechische Alphabet umfasst heute 24 Buchstaben.

## Mythologie und Religion
Die Zahl 24 ist im mythologischen Sinne ein Symbol von Vollständigkeit. Diese Tatsache liefert den Schlüssel zu vielen Verwendungen der Zahl außerhalb der Mathematik, sowohl im Alltag als auch in der (christlichen) Mythologie. In der christlichen Symbolik taucht die doppelte Zwölf beispielsweise in der Unterscheidung von altem und neuem Testament auf; erstere werden durch die zwölf Stämme Israels und letztere durch die Apostel Christi dargestellt. 24 Älteste bilden weiterhin das Jüngste Gericht. Ferner besteht der Tanach als heilige Schrift des Judentums – je nach Zählweise – aus 24 Büchern. Diese drei Verwendungen der Zahl werden in der christlichen Liturgie als auch in der Bibel selbst immer wieder aufgenommen; auch in der Kunst des Mittelalters und der frühen Neuzeit lassen sich viele Darstellungen der 24 finden und auf ihre christliche Symbolik zurückführen.

## Wissenschaft und Technik
- 24 ist die Ordnungszahl von Chrom.
- 24 ist annähernd die Atommasse des Elements Magnesium, wobei 24Mg das terrestrisch häufigste von drei stabilen Magnesium-Isotopen ist.
- Der Mensch besitzt typischerweise 24 Rippenknochen und 24 freie Wirbel.
- Seewespen besitzen 24 Augen (4 Rhopalien à 6 Augen).
- 24 Bilder pro Sekunde ist seit den 1920er Jahren internationaler Standard bei Filmaufnahme und -projektion. Seit 2012 wird mit Filmen im High-Frame-Rate-Format auch eine höhere Bildwiederholfrequenz bei Kinofilmen genutzt.

## Wirtschaft
- Gold mit 24 Karat besitzt einen Feingehalt von 99,99 % und wird daher mit 999,9 bezeichnet.
- Bei Internet-Auftritten wird oftmals der Domainname mit der Zahl 24 am Ende ergänzt, um im Gegensatz zu anderen Informationsquellen oder Ladengeschäften eine 24-stündige Erreichbarkeit zu suggerieren. Vorreiter waren hier die Auftritte der Scout24 Holding, die zahlreiche Nachahmer hervor rief. Von 1999 bis 2002 nannte sich die Privatkundenabteilung der Deutschen Bank „Deutsche Bank 24“.